# National League North
La National League North (conosciuta fino al 2015 come Conference North) è, con la National League South, uno dei due campionati di seconda serie del sistema della National League ed è collocata al sesto livello del calcio inglese.
Il campionato è stato istituito nel 2004, dopo la suddivisione della Football Conference in due serie, di cui appunto la seconda è formata da due gironi, raggruppa 24 squadre della zona nord dell'Inghilterra.
La promozione nella categoria superiore è diretta per la prima classificata, mentre un secondo posto è assegnato alla vincitrice dei playoff, fra la seconda e la settima classificata. Le retrocessioni nelle leghe inferiori sono invece quattro.

## Albo d'oro
| Stagione  | Vincitore              | Vincitore play-off     |
| --------- | ---------------------- | ---------------------- |
| 2004-2005 | Southport              | Altrincham             |
| 2005-2006 | Northwich Victoria     | Stafford Rangers       |
| 2006-2007 | Droylsden              | Farsley Celtic         |
| 2007-2008 | Kettering Town         | Barrow                 |
| 2008-2009 | Tamworth               | Gateshead              |
| 2009-2010 | Southport              | Fleetwood Town         |
| 2010-2011 | Alfreton Town          | AFC Telford United     |
| 2011-2012 | Hyde United            | Nuneaton Town          |
| 2012-2013 | Chester                | Halifax Town           |
| 2013-2014 | AFC Telford United     | Altrincham             |
| 2014-2015 | Barrow                 | Guiseley               |
| 2015-2016 | Solihull Moors         | North Ferriby United   |
| 2016-2017 | AFC Fylde              | Halifax Town           |
| 2017-2018 | Salford City           | Harrogate Town         |
| 2018-2019 | Stockport County       | Chorley                |
| 2019-2020 | King's Lynn Town       | Altrincham             |
| 2020-2021 | Annullato per Covid-19 | Annullato per Covid-19 |
| 2021-2022 | Gateshead              | York City              |
| 2022-2023 | AFC Fylde              | Kidderminster          |
| 2023-2024 | Tamworth               | Boston Utd             |
| 2024-2025 | Brackley Town          | Scunthorpe Utd         |

## Organico stagione 2024-2025
| Squadra                | Città             | Stadio                                                    | Capacità |
| ---------------------- | ----------------- | --------------------------------------------------------- | -------- |
| Alfreton Town          | Alfreton          | North Street                                              | 3,600    |
| Brackley Town          | Brackley          | St. James Park                                            | 3,500    |
| Buxton                 | Buxton            | The Silverlands                                           | 5,200    |
| Chester                | Chester           | Deva Stadium                                              | 6,500    |
| Chorley                | Chorley           | Victory Park                                              | 4,100    |
| Curzon Ashton          | Ashton-under-Lyne | Tameside Stadium                                          | 4,000    |
| Darlington             | Darlington        | Blackwell Meadows                                         | 3,300    |
| Farsley Celtic         | Farsley           | The Citadel                                               | 3,900    |
| Hereford               | Hereford          | Edgar Street                                              | 5,213    |
| Kidderminster Harriers | Kidderminster     | Aggborough Stadium                                        | 6,444    |
| King's Lynn Town       | King's Lynn       | The Walks                                                 | 8 200    |
| Leamington             | Leamington Spa    | New Windmill Ground                                       | 500      |
| Marine                 | Crosby            | Rossett Park                                              | 2,300    |
| Needham Market         | Needham Market    | Bloomfields                                               | 1,000    |
| Oxford City            | Oxford            | The MGroup Stadium, Court Place Farm, Marsh Lane, Marston | 3,100    |
| Peterborough Sports    | Peterborough      | Lincoln Road                                              | 2,300    |
| Radcliffe              | Radcliffe         | Neuven Stadium                                            | 4,000    |
| Rushall Olympic        | Walsall (Rushall) | Lincoln Road                                              | 2,000    |
| Scarborough Athletic   | Scarborough       | Flamingo Land Stadium                                     | 2,833    |
| Scunthorpe United      | Scunthorpe        | Glanford Park                                             | 9,088    |
| Southport              | Southport         | Haig Avenue                                               | 6,008    |
| South Shields          | South Shields     | 1st Cloud Arena                                           | 3,500    |
| Spennymoor Town        | Spennymoor        | The Brewery Field                                         | 6,000    |
| Warrington Town        | Warrington        | The Lamb Ground                                           | 3,500    |

## Partecipazioni
Sono 146 le squadre che hanno preso parte ai 21 campionati di National League North/South disputati dal 2004/2005 al 2025/2026 (in grassetto le 48 squadre che prendono parte ai tornei 2025/2026):
- 18:  Eastbourne Borough,  Weston-super-Mare
- 17:  Alfreton Town,  Chelmsford City,  Welling Utd
- 16:  Bath City,  Havant & Waterlooville,  St Albans City
- 14:  Bishop's Stortford,  Boston Utd,  Gainsborough Trinity,  Gloucester City,  Hampton & Richmond,  Harrogate Town
- 13:  Maidenhead Utd,  Stalybridge Celtic,  Telford Utd,  Worcester City
- 12:  Basingstoke Town,  Blyth Spartans,  Brackley Town,  Oxford City
- 11:  Bradford PA,  Farnborough,  Hemel H. Town
- 10:  Braintree Town,  Chorley,  Curzon Ashton,  Dartford,  Dorchester Town,  Nuneaton Borough,  Southport,  Vauxhall Motors
- 9:  Concord Rangers,  Darlington,  Eastleigh,  Hinckley Utd,  Leamington,  Solihull Moors,  Sutton Utd,  Tonbridge Angels,  Workington
- 8:  Bromley,  Chester,  Chippenham Town,  Dover Athletic,  Droylsden,  Ebbsfleet Utd,  Guiseley,  Hyde,  Kidderminster,  Spennymoor Town,  Thurrock,  Truro City
- 7:  Altrincham,  Farsley Celtic,  Hereford,  Kettering Town,  Redditch Utd,  Slough Town,  Tamworth,  Weymouth
- 6:  Barrow,  Bognor Regis Town,  Boreham Wood,  Fylde,  Hayes & Yeading Utd,  Hungerford Town,  King's Lynn Town,  Lewes,  Newport County,  Staines Town,  Stockport County,  Wealdstone
- 5:  Corby Town,  Histon,  Hucknall Town,  Maidstone Utd,  Stafford Rangers,  Whitehawk
- 4:  Billericay Town,  Buxton,  Cambridge City,  Colwyn Bay,  Dorking Wanderers,  Dulwich Hamlet,  Gosport Borough,  Hednesford Town,  Hornchurch,  North Ferriby Utd,  Peterborough Sports,  Scarborough Athl.,  Torquay Utd,  Utd of Manchester,  Woking,  Worksop Town,  Worthing,  York City
- 3:  East Thurrock Utd,  Eastwood Town,  Fisher Athletic,  Gateshead,  Halifax Town,  Hayes,  Lancaster City,  Leigh,  Margate,  Moor Green,  Salisbury City,  South Shields
- 2:  Ashton Utd,  Aveley,  Banbury Utd,  Bedford Town,  Burscough,  Carshalton Athletic,  Chesham Utd,  Enfield Town,  Fleetwood Town,  Lowestoft Town,  Marine,  Northwich Victoria,  Poole Town,  Radcliffe FC,  Rushall Olympic,  Salford City,  Salisbury,  Scunthorpe Utd,  Taunton Town,  Warrington Town,  Yeading
- 1:  AFC Totton,  AFC Wimbledon,  Cheshunt,  Dag & Red,  Grays Athletic,  Horsham,  Ilkeston Town,  Macclesfield FC,  Merthyr Town,  Needham Market,  Redbridge,  Runcorn FC Halton,  Scarborough,  Team Bath,  Yeovil Town